# Base Aeronaval El Atalayón

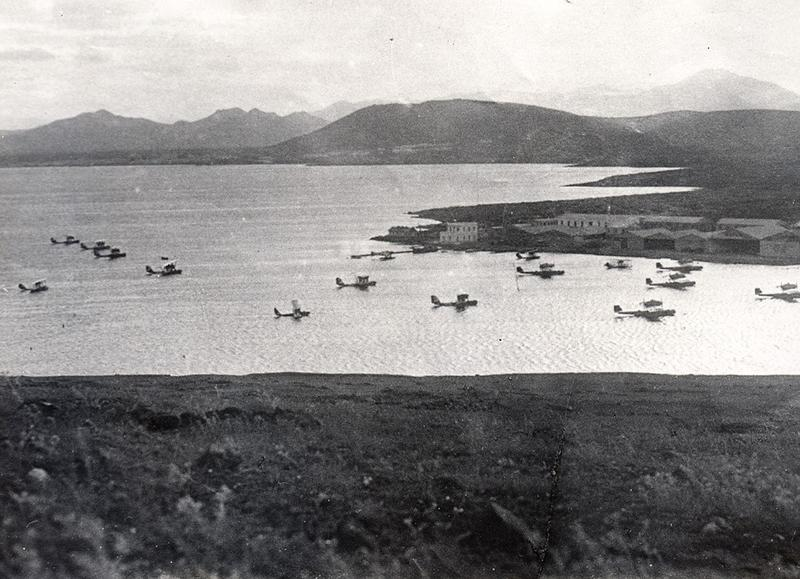
Base de Hidroaviones del Atalayón

A Base de Hidroaviões de Atalayón era uma instalação militar espanhola que existia no Mar Chica, no antigo protetorado espanhol do Marrocos.  Esta instalação, que ficava nas proximidades de Melilla, serviu de base para os hidroaviões da Força Aérea Espanhola.

## História
A base militar foi fundada por volta de 1921,  no contexto da campanha marroquina , estabelecendo-se como uma base que acomodaria os hidroaviões da Aeronáutica Militar.  Foi localizado entre o Mar Chica e o saliente chamado "El Atalayón".  Inicialmente, foi equipado com hidroaviões Savoia S.16.  
É preciso dizer que a rebelião militar de Melilla foi o primeiro movimento do golpe de Estado na Espanha de julho de 1936, que significou o início da Guerra Civil Espanhola. A poucos Km. de Melilla encontrava-se a Base de Hidroaviões de El Atalayón, ao comando do Comandante Leret Ruiz. Este já se tinha declarado oposto à conspiração golpista e quando teve notícia do sucedido na cidade seguiu se mantendo fiel ao governo republicano. Apesar dos poucos meios e homens que dispunha a seu comando, se manteve em seus treze inclusive quando um Esquadrão de cavalaria dos regulares foi à zona para terminar com a resistência e assegurar a base aérea.
Durante este ataque, o fogo de Leret e seus homens causou a morte de um sargento e um soldado marroquinos da unidade atacante. Ante a resistência da base, um tabor de regulares ao comando do comandante Mohamed ben Mizzian teve que interromper sua marcha para Melilla para cooperar no assalto à base de hidroaviões. O capitão Leret esteve a resistir durante várias horas até que esgotou a munição, momento em que ele e seus poucos homens se viram finalmente superados ante os regulares que tinham sido enviados para acabar com sua resistência. Sobre o final de Leret não está claro, ainda que parece que quando feito prisioneiro, imediatamente seria fuzilado "ao amanhecer de 18 de julho, seminu e com um braço rompido", junto com os alferes Armando González Corral e Luis Calvo Calavia.
Em julho de 1936, as instalações da Atalayón eram a sede de um grupo de hidroaviões Dornier "Wal".  A base estava sob o comando do capitão Virgilio Leret Ruiz , que se opôs ao golpe de Estado e defendeu o Atalayón contra o ataque das forças rebeldes.  A resistência, no entanto, seria sufocada.  No curso da Guerra Civil Espanhola, a base foi usada por alguns aviões alemães Heinkel He 59 , usados nos ataques aos portos republicanos do Mediterrâneo.   Durante os primeiros anos do regime de Franco, a base recebeu um grupo de Dornier «Wal», que continuou operando até o início dos anos 1950.